# Massif de Madres-Coronat
Massif de Madres-Coronat este o arie protejată (sit de importanță comunitară — SCI) din Franța întinsă pe o suprafață de 21.363 ha, integral pe uscat.

## Localizare
Centrul sitului Massif de Madres-Coronat este situat la coordonatele 42°37′06″N 2°14′32″E / 42.61833°N 2.24222°E.

## Înființare
Situl Massif de Madres-Coronat a fost declarat arie specială de conservare în baza directivei 92/43 din 1992 referitoare la conservarea habitatelor naturale și a faunei și florei sălbatice pentru a proteja 2 specii de plante și 11 specii de animale.

## Biodiversitate
Situată în ecoregiunile alpină și mediteraneană, aria protejată conține 39 de habitate naturale: Pajiști uscate europene, Pajiști alpine și boreale, Tufărișuri subarctice cu Salix spp., Formațiuni montane de Cytisus purgans, Pajiști carstice calcaroase sau bazofile, de Alysso-Sedion albi, Pajiști alpine și subalpine calcaroase, Formațiuni ierboase bogate în specii de Nardus, dezvoltate pe substraturi silicioase în zone montane (și în zone submontane, în Europa continentală), Fânețe montane, Turbării active, Pante stâncoase calcaroase cu vegetație casmofită, Păduri de fag acidofile atlantice, cu subarboret de Ilex și, uneori, de asemenea, Taxus, la nivelul arbuștilor (Quercion robori-petraeae sau Ilici-Fagenion), Păduri de fag din Europa Centrală dezvoltate pe sol calcaros cu Cephalanthero-Fagion, Păduri aluvionare cu Alnus glutinosa și Fraxinus excelsior (Alno-Padion, Alnion incanae, Salicion albae), Lacuri și iazuri distrofice naturale, Formațiuni stabile xerotermofile de Buxus sempervirens pe pante stâncoase (Berberidion p.p.), Liziere de ierburi înalte hidrofile de câmpie și de nivel montan până la alpin, Pante stâncoase silicioase cu vegetație casmofită, Păduri montane și subalpine de Pinus uncinata (* dezvoltate pe substrat gipsos sau calcaros), Grohotișuri calcaroase și de șisturi calcaroase de la nivelul montan până la nivelul alpin (Thlaspietea rotundifolii), Peșteri inaccesibile publicului, Ghețari permanenți, Lande oro-mediteraneene cu formațiuni endemice de grozamă, Roci stâncoase cu vegetație pionieră de Sedo-Scleranthion sau Sedo albi-Veronicion dillenii, Ape stătătoare oligotrofe până la mezotrofe, cu vegetație de Littorelletea uniflorae și/sau de Isoëto-Nanojuncetea, Pajiști uscate seminaturale și facies de acoperire cu tufișuri pe substraturi calcaroase (Festuco-Brometalia) (* situri importante pentru orhidee), Grohotișuri termofile și vest-mediteraneene, Pajiști cu Molinia pe soluri calcaroase, turboase sau argilos-nămoloase (Molinion caeruleae), Pajiști umede mediteraneene cu ierburi înalte de Molinio-Holoschoenion, Matorral arborescenți cu Juniperus spp., Formațiuni de Juniperus communis pe lande sau pajiști calcaroase, Mlaștini alcaline, Pajiști silicioase din Pirinei cu Festuca eskia, Mlaștini turboase de tranziție și turbării mișcătoare, Mlaștini oligotrofe degradate, capabile încă de regenerare naturală, Păduri de Quercus ilex și Quercus rotundifolia, Izvoare petrifiante cu formare de travertin (Cratoneurion), Pseudostepă cu ierburi și specii anuale de Thero-Brachypodietea, Grohotișuri silicioase de la nivelul montan până la nivelul zăpezii (Androsacetalia alpinae și Galeopsietalia ladani), Fânețe de joasă altitudine (Alopecurus pratensis, Sanguisorba officinalis).
La baza desemnării sitului se află mai multe specii protejate:
- plante (2): Alyssum pyrenaicum, curechi de munte (Ligularia sibirica)
- mamifere (6): Galemys pyrenaicus, liliac cu aripi lungi (Miniopterus schreibersii), liliac cărămiziu (Myotis emarginatus), liliac comun (Myotis myotis), liliacul mare cu potcoavă (Rhinolophus ferrumequinum), liliacul mic cu potcoavă (Rhinolophus hipposideros)
- nevertebrate (5): molia lunii spaniolă (Actias isabellae), croitorul mare al stejarului (Cerambyx cerdo), fluturele auriu (Euphydryas aurinia), Euplagia quadripunctaria, Rosalia alpina